# Andromeda IV
Andromeda IV kurz auch And IV ist eine irreguläre Zwerggalaxie (dIm) im Sternbild der Andromeda.
Die Galaxie ist etwa 20 Millionen Lichtjahre von unserem Sonnensystem entfernt.
Andromeda IV wäre mit dieser Entfernung damit nicht Mitglied der Lokalen Gruppe und ist auch kein Satellit der Andromedagalaxie M31.
And IV wurde von Sidney van den Bergh im Jahr 1970 entdeckt innerhalb einer Durchmusterung mit fotografischen Platten aufgenommen mit dem 1,2 m Oschin-Schmidt-Teleskop des Palomar-Observatoriums in den Jahren 1970 und 1971 zusammen mit Andromeda I, Andromeda II, und der wahrscheinlichen Hintergrundgalaxie Andromeda III.

## Weiteres
- Liste der Satellitengalaxien von Andromeda
- Andromedagalaxie